# マツダ・T2000

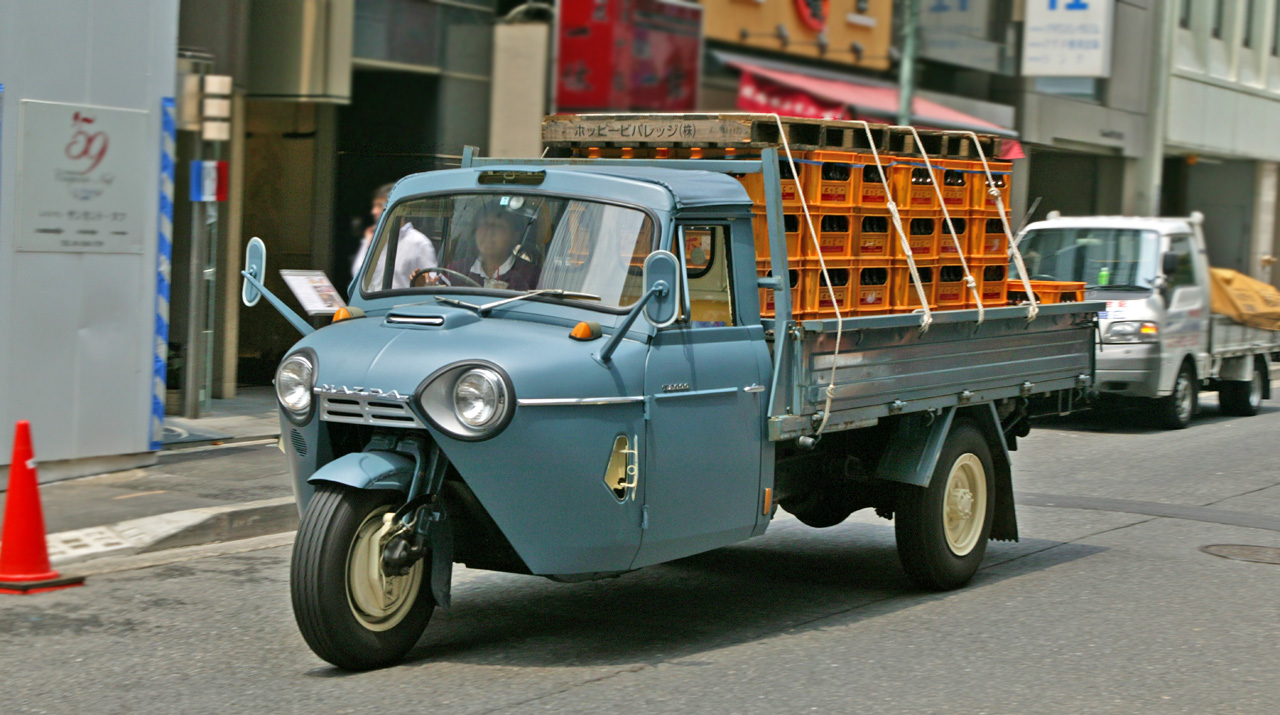
ホッピーを配送するT1500。

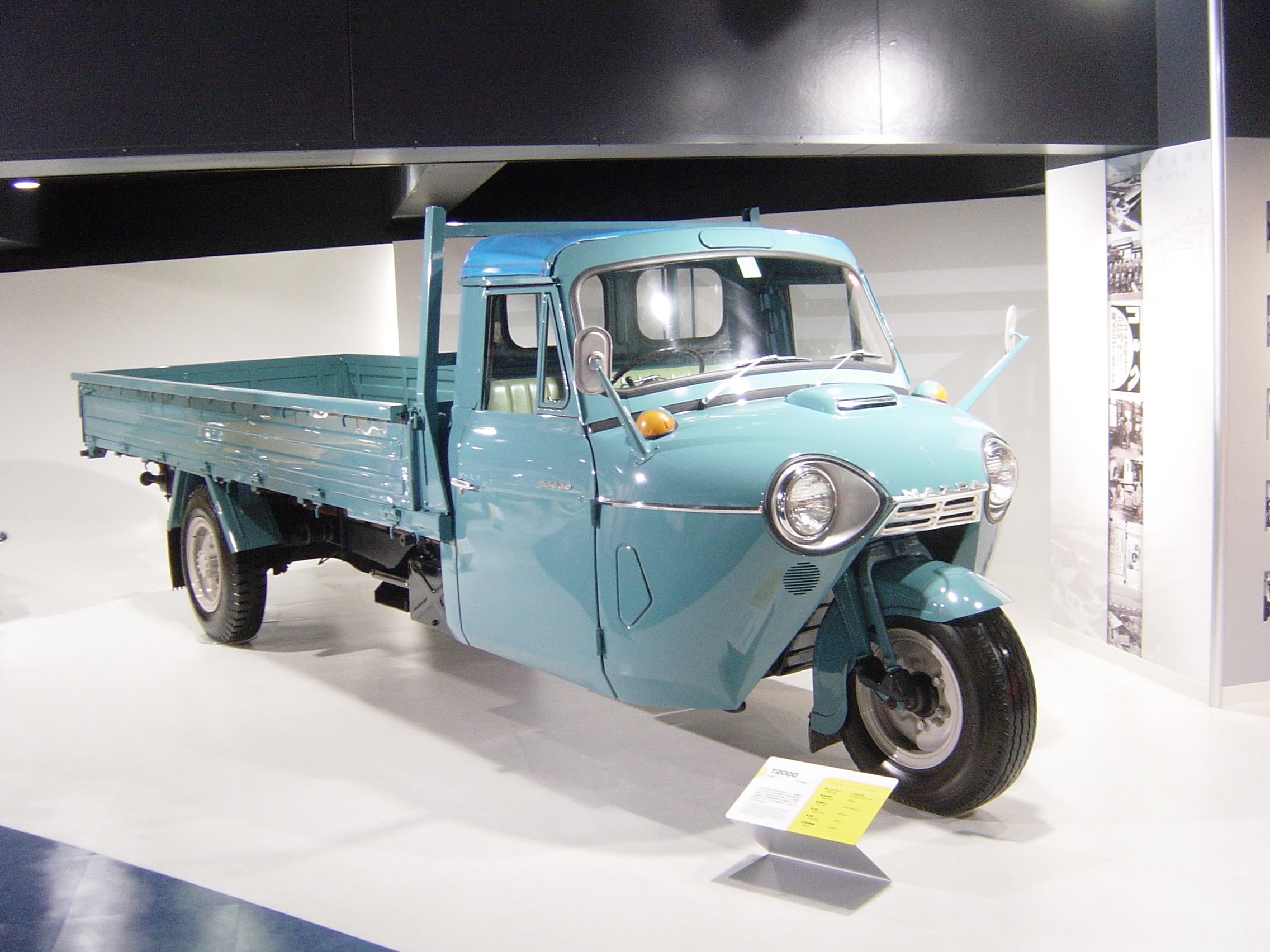
マツダ・T2000。T1500とはウィンカーの形状が異なる。

マツダ・T1500およびT2000は東洋工業（現マツダ）が、かつて生産・販売していた小型三輪トラック（オート三輪）である。

## 歴史
- 1957年、オート三輪のモデルチェンジ（8月に2トン車HBR型3座、11月に1トン・1.5トン車MAR型2座を発売）。1955年型で採用した2灯スタイルをさらに発展させた新デザインのクローズドキャビンを導入、バーハンドル式を廃し、右側丸ハンドルとコラムシフト・油圧クラッチを採用し、当時の四輪トラックに対抗できる仕様を備えた。エンジンのみ従来からの強制空冷2気筒を使用。
- 1959年、これまでの空冷2気筒エンジンから水冷4気筒エンジンに変更すると同時に、車名がT1500となる。
- 1962年小型車枠の拡大に伴い、エンジンの排気量を2.0Lに拡大、T2000となる。T1500のネーミングは弟分のT1100が引き継いだ。
- 1974年の受注生産打ち切りまで、10年以上生産された。そのため、オート三輪の中では現存数も多い。

## 特徴
- 水冷直列4気筒1985cc、全長6.08m、全幅1.84m、荷台長4.08m
- 全長6.08mながら最小回転半径5.93mと小回りが利く為、現在でも幅広い分野で活躍している。
- 三輪トラックでは最速の100km/hを誇る。